# Bouqachmir
Bouqachmir  (in arabo بوقشمير‎?) è un centro abitato e comune rurale del Marocco situato nella provincia di Khémisset, regione di Rabat-Salé-Kénitra. Conta una popolazione di 3 631 abitanti (censimento 2014).